# Белявский, Алексей Петрович
Алексе́й Петро́вич Беля́вский (1867—?) — русский военачальник, генерал-майор.

## Биография
Родился 13 (25) февраля 1867 года в православной семье.
Образование получил в учительской семинарии.
В военную службу вступил 19 августа 1885 года.
Окончил Рижское пехотное юнкерское училище и был выпущен в 114-й пехотный Новоторжский полк. Подпоручик (ст. 11.02.1888). Поручик (ст. 11.02.1892). Штабс-капитан (ст. 15.03.1900).
Окончил Николаевскую академию генерального штаба (2 кл. по 1-му разряду). Капитан (ст. 15.03.1901).
Участник русско-японской войны 1904—1905. Подполковник (ст. 26.02.1905). Полковник (пр. 1910; ст. 02.05.1910; за отличие). Командир 61-го пехотного Владимирского полка (с 24.05.1913).
Участник Первой мировой войны. На декабрь 1914 года находился в том же чине и должности. Генерал-майор (ст. 02.06.1915). Командир бригады 16-й пехотной дивизии (с 17.10.1915). На ноябрь 1916 года был в том же чине и должности. Командующий 16-й пехотной дивизией (с 16.04.1917). Позже командовал 52-й пехотной дивизией.
После Октябрьской революции служил в Белой армии (Юг). Дальнейшая судьба неизвестна.

## Награды
- Награждён орденом Св. Георгия 4-й степени (13 ноября 1916).
- Также награждён орденами Св. Станислава 3-й степени (1899); Св. Анны 3-й степени (1907); Св. Владимира 4-й степени с мечами и бантом (1914); Св. Владимира 3-й степени с мечами (1915); Св. Станислава 1-й степени с мечами (1915).

## Память
- В РГАКФД имеются фотоматериалы, относящиеся к А. П. Белявскому.[4]